# Rue des Piliers
La rue des Piliers est une voie piétonne souterraine située dans le 1er arrondissement de Paris, en France.

## Situation et accès
La rue des Piliers est située entre la rue Brève et le palier de la porte Rambuteau, au niveau -3 du secteur Forum Central des Halles (Forum des Halles).
Un escalier permet de rejoindre la rue de l’Orient-Express située au niveau -4.

## Origine du nom

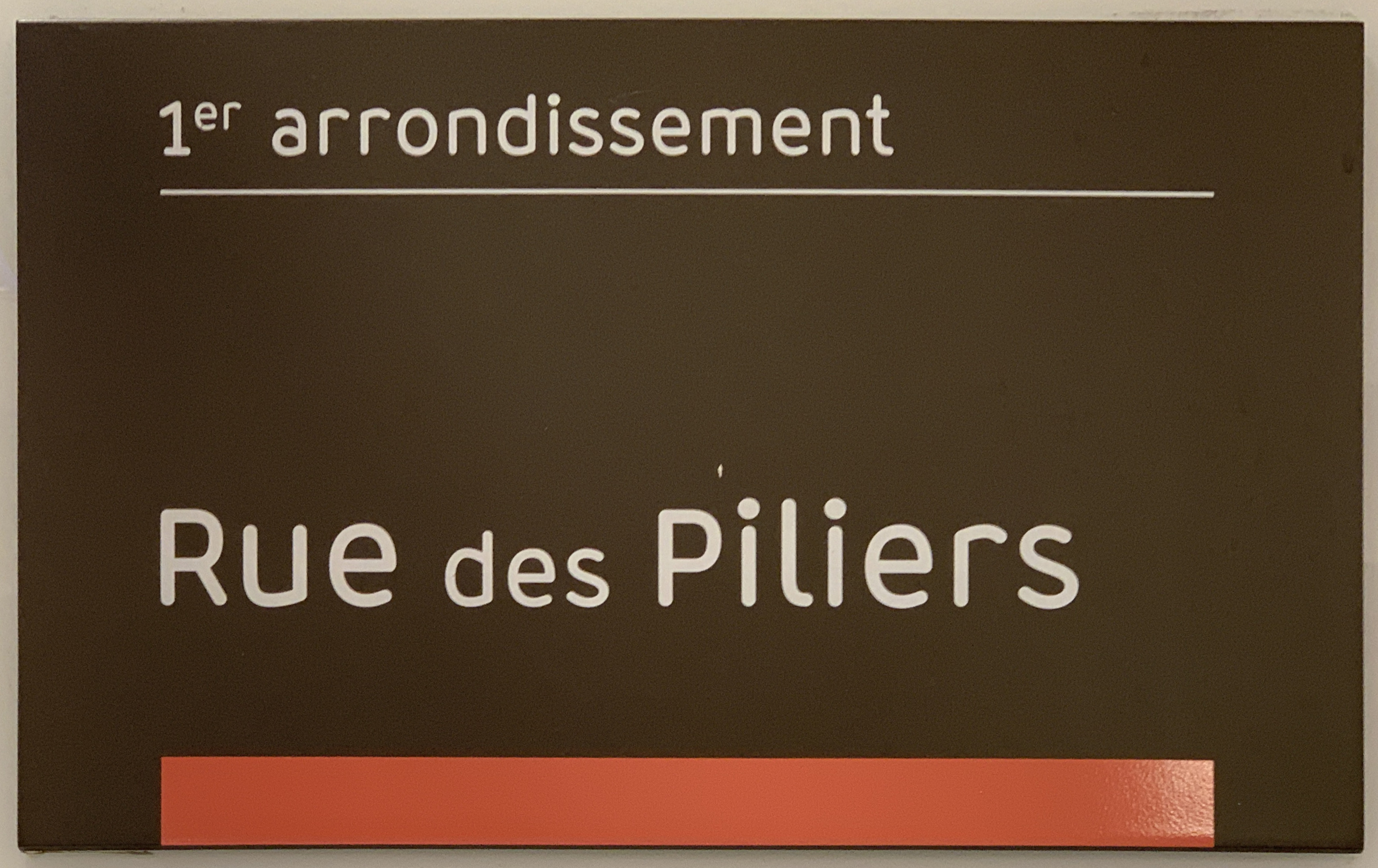
Plaque de la rue.

Son nom est dû à la présence de nombreux piliers.

## Historique
Cette voie a été créée lors de l’aménagement du secteur Forum Central des Halles (Forum des Halles).
La rue des Piliers a été dénommée par l’arrêté municipal du 18 décembre 1996. 

## Pour approfondir